# Rallye des 1000 lacs 1977
Le Rallye des 1000 lacs 1977 (27 Jyväskylän Suurajot), disputé du 26 au 28 août 1977, est la quarante-huitième manche du championnat du monde des rallyes (WRC) courue depuis 1973, et la septième manche du championnat du monde des rallyes 1977. C'est également la onzième des vingt épreuves de la Coupe FIA 1977 des pilotes de rallye, nouvellement créée.

## Contexte avant la course

### Le championnat du monde
Le calendrier du championnat mondial des rallyes pour marques 1977 s'appuie sur onze épreuves internationales (deux épreuves hivernales, six presque exclusivement sur terre, deux sur asphalte et une épreuve mixte terre/asphalte), dont huit se disputant en Europe. Créé en 1973, ce championnat a succédé au championnat international des marques, organisé de 1970 à 1972. Les épreuves mondiales sont réservées aux voitures des catégories suivantes :
- Groupe 1 : voitures de tourisme de série
- Groupe 2 : voitures de tourisme spéciales
- Groupe 3 : voitures de grand tourisme de série
- Groupe 4 : voitures de grand tourisme spéciales

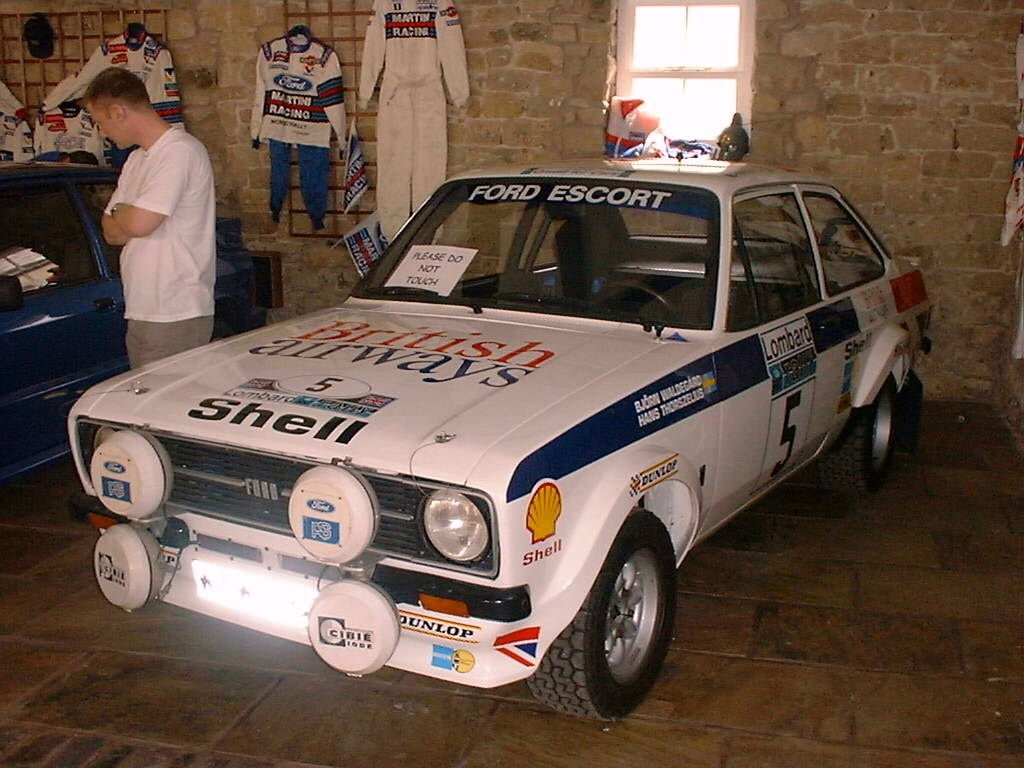
La Ford Escort RS1800 groupe 4 de 1977.

Le titre des constructeurs est âprement disputé entre Ford et Fiat, seuls constructeurs à disputer l'intégralité des épreuves sélectives. À ce stade de la saison, les deux marques comptent chacune deux victoires, Ford comptant quatre points d'avance sur son adversaire avant la manche finlandaise qui constituera un nouvel affrontement entre la Ford Escort RS1800 et la Fiat 131 Abarth, toutes deux très efficaces sur les pistes de terre. Toyota, Saab et Vauxhall ont un programme plus réduit, mais peuvent néanmoins prétendre contester la victoire aux deux favoris sur ce terrain.

#### Coupe FIA des pilotes
Pour la saison 1977, la FIA a également instauré une Coupe des pilotes, prenant en compte les résultats des onze manches mondiales ainsi que ceux de cinq rallyes du championnat d'Europe et de quatre autres épreuves internationales.

### L'épreuve
Le rallye des 1000 lacs est l'une des plus rapides et des plus spectaculaires épreuves sur terre, autorisant des vitesses supérieures à 200 km/h et des sauts de plus de trente mètres sur certains passages. Dénommé officiellement « Jyväkylän Suurajot », il est de son origine en 1951 à 1989 inclus, toujours remporté par des pilotes nordiques, les seuls à pouvoir se livrer à fond sur un parcours exigeant une parfaite connaissance des pièges et des nombreuses bosses. En 1977, le Finlandais Hannu Mikkola est encore le plus titré, s'étant imposé à cinq reprises entre 1968 et 1975.

## Le parcours
- départ : 26 août 1977 de Jyväskylä
- arrivée : 28 août 1977 à Jyväskylä

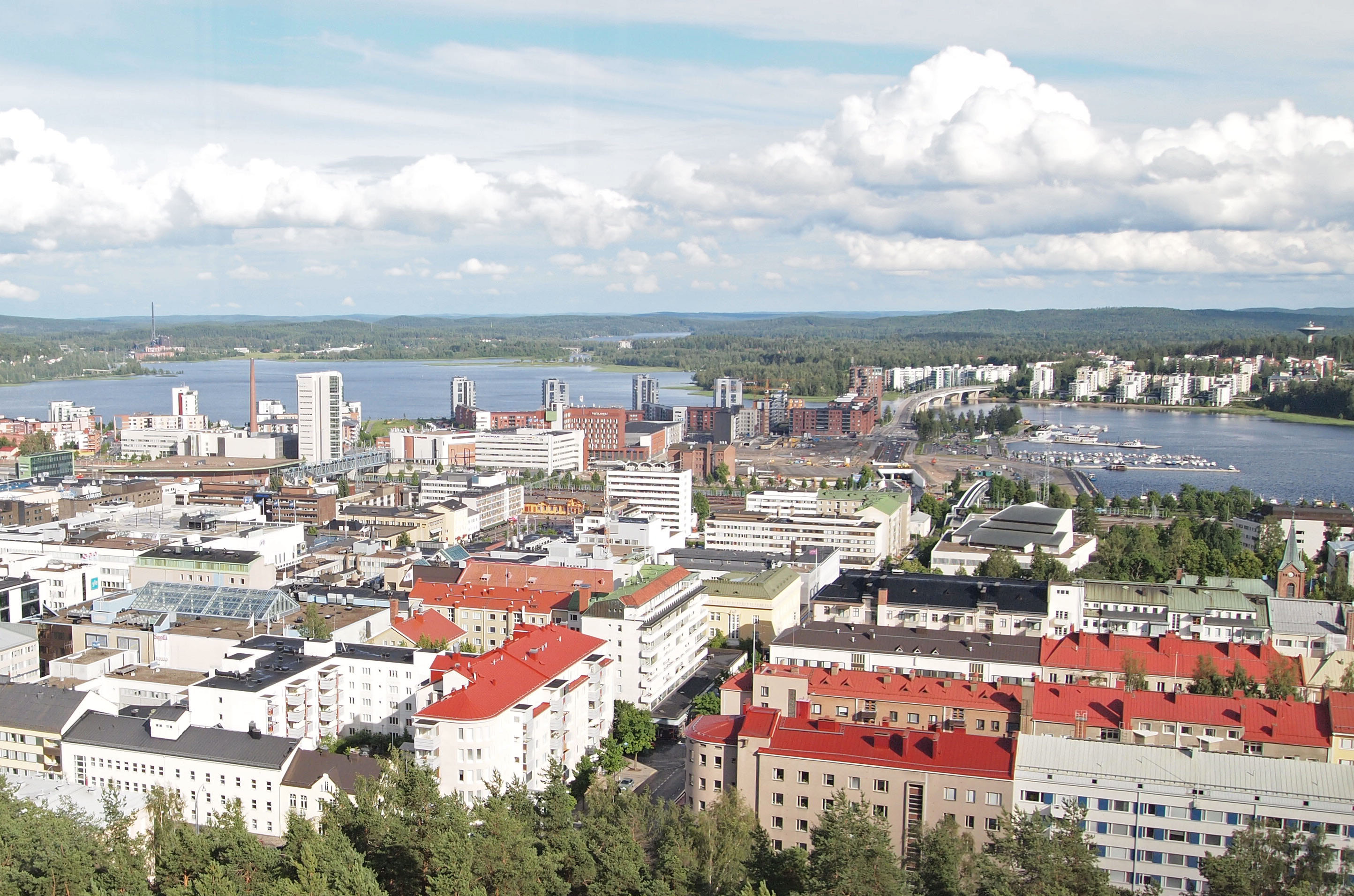
Jyväskylä, ville départ et ville d'arrivée du rallye des 1000 lacs.

- distance : 1 485 km dont 464 km sur 45 épreuves spéciales (46 épreuves initialement prévues)
- surface : majoritairement terre
- Parcours divisé en deux étapes[3]

### Première étape
- Jyväskylä - Jyväskylä, du 26 au 27 août
- 17 épreuves spéciales, 200 km (18 épreuves initialement prévues)

### Deuxième étape
- Jyväskylä - Jyväskylä, du 27 au 28 août
- 28 épreuves spéciales, 264 km

## Les forces en présence
- Fiat

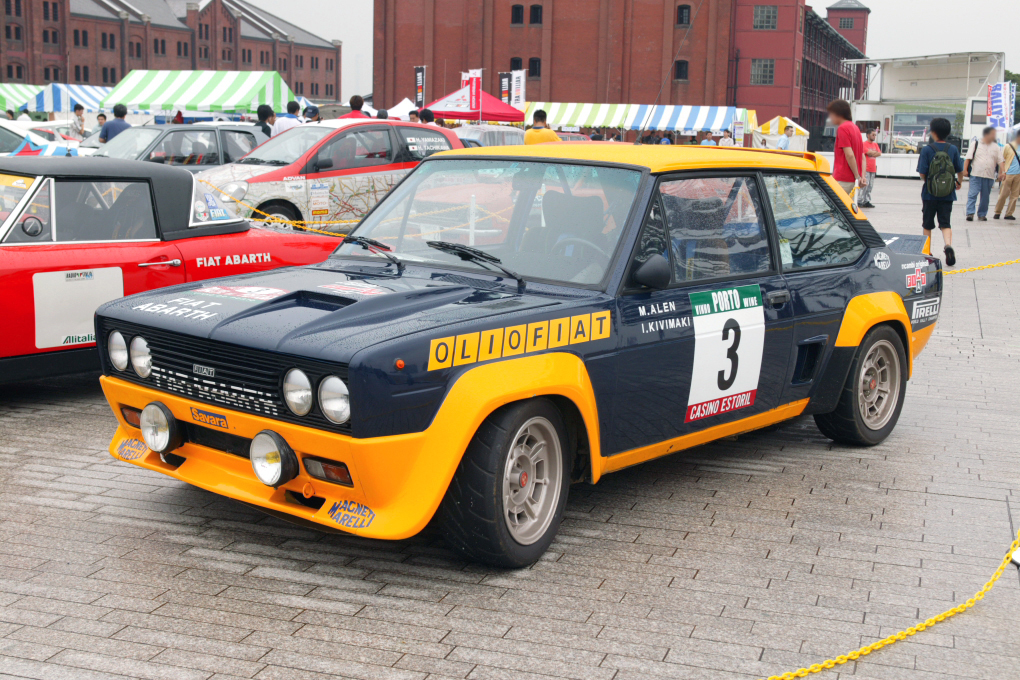
Une Fiat 131 Abarth groupe 4 lors d'une manifestation historique.

Le constructeur turinois a engagé  quatre 131 Abarth groupe 4, toutes confiées à des pilotes finlandais : Markku Alén est secondé par Timo Mäkinen (quadruple vainqueur de l'épreuve), Timo Salonen et Hannu Valtaharju. L'importateur local a engagé une voiture identique pour Tatu Vatanen, le jeune frère d'Ari. Les 131 Abarth pèsent environ 920 kg et sont animées par un moteur quatre cylindres de deux litres de cylindrée, avec culasse à seize soupapes et système d'injection Kugelfischer, délivrant 220 chevaux.
- Ford

Ford est présent avec trois Escort RS1800 groupe 4 officielles (1020 kg, moteur quatre cylindres seize soupapes de deux litres de cylindrée alimenté par deux carburateurs double-corps, 235 chevaux), pilotées par les pilotes habituels Björn Waldegård et Ari Vatanen, épaulés pour l'occasion par le Finlandais Kyösti Hämäläinen, ancien spécialiste du groupe 1 et qui dispute cette saison son championnat national dans la catégorie supérieure. De nombreux pilotes locaux s'alignent au volant d'Escort RS2000 de série, l'un des plus en vue dans cette catégorie étant Lasse Lampi.
- Toyota

Le 'Toyota Team Europe' aligne deux voitures en Finlande : Hannu Mikkola dispose d'un coupé Celica 2000 GT groupe 4 (moteur quatre cylindres deux litres à injection, seize soupapes, préparé par Schnitzer, environ 240 chevaux), Markku Saaristo d'une Corolla 1600 groupe 4 (185 chevaux).
- Saab

Le constructeur suédois est représenté officiellement par deux équipes : Stig Blomqvist et Per Eklund sont les pilotes de l'équipe suédoise dirigée par Bo Hellberg, tandis que Simo Lampinen et Tapio Rainio courent sous les couleurs de l'équipe finlandaise dirigée par Håkan Lindberg. Les quatre voitures, rigoureusement identiques, sont des Saab 99 EMS groupe 4 à moteur deux litres seize soupapes alimenté par deux carburateurs double-corps (220 chevaux pour un 1100 kg). Engagé à titre privé, Antero Laine dispose d'une Saab 96 groupe 2.
- Vauxhall

Le Dealer Team Vauxhall a engagé une Chevette groupe 4 (950 kg, 2300 cm3, double arbre à cames en tête, 16 soupapes, 250 chevaux) pour le Finlandais Pentti Airikkala. Ce prometteur équipage a remporté le Welsh Rallye cette saison dans le cadre du championnat d'Europe.
- Chrysler

L'importateur finlandais de la marque a engagé deux Avenger : une version 1800 cm3 groupe 2 pour Erkki Pitkänen et une deux litres groupe 1 pour Henri Toivonen, un des grands favoris de cette catégorie.
- Opel

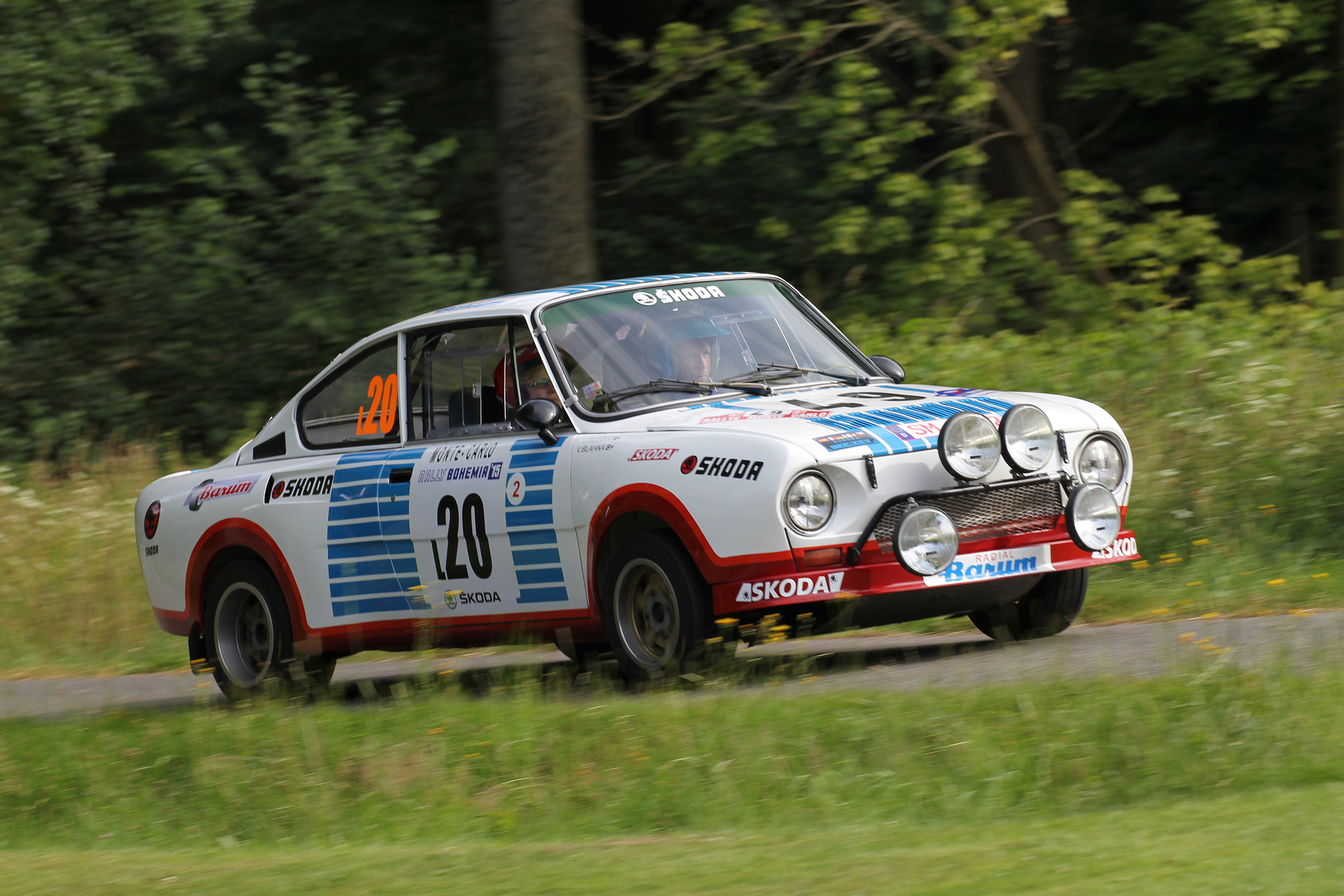
La Škoda 130RS groupe 2 vise la victoire de classe en moins de 1300 cm^{3}.

Le Racing Team Bosch a engagé une Kadett GT/E groupe 2 (915 kg, 170 chevaux) pour Franz Wittmann.
- Porsche

Leo Kinnunen a engagé sa Porsche Carrera 3.0 groupe 4 (environ 300 chevaux), préparée en Allemagne.
- Škoda

Le pilote norvégien John Haugland s'aligne sur un coupé 130 RS groupe 2 (800 kg, moteur arrière, 1300 cm3, 120 chevaux à 7800 tr/min).

## Déroulement de la course

### Première étape

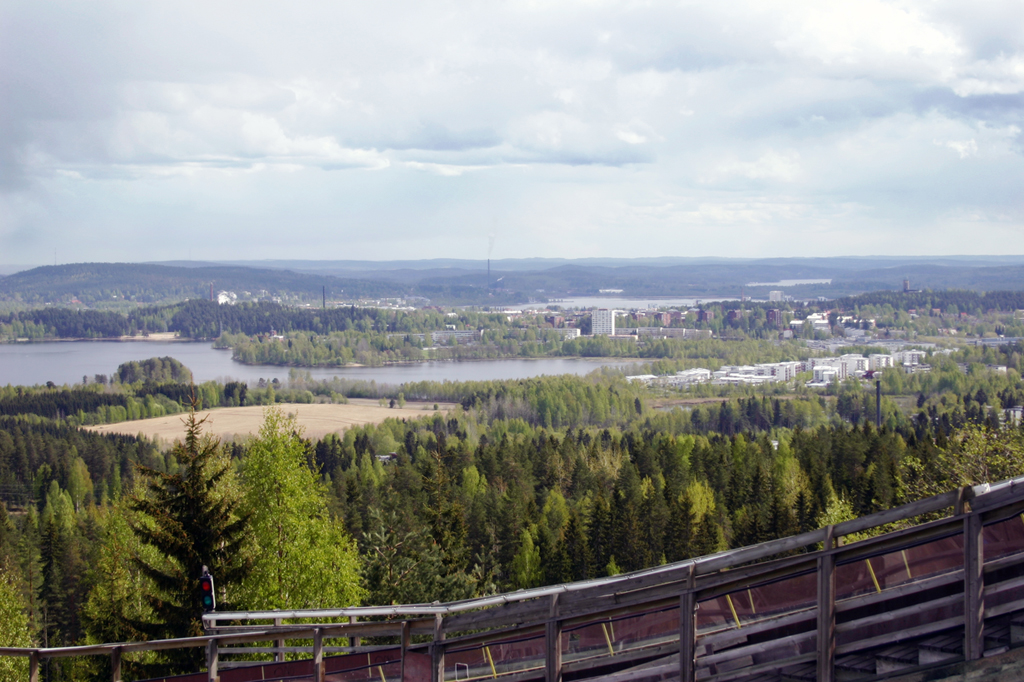
Laajavuori, théâtre de la première spéciale du rallye.

Les 96 concurrents s'élancent de Jyväskylä le vendredi 26 août, en début de soirée. Les écarts sont très serrés à l'issue des deux premières 
épreuves spéciales, les six premiers se tenant en quatre secondes. Ari Vatanen (Ford Escort) devance alors les Fiat 131 Abarth de Timo Mäkinen et Markku Alén, la Vauxhall Chevette de Pentti Airikkala et la Toyota Celica d'Hannu Mikkola. Premier non Finlandais, Björn Waldegård (Escort) est sixième, juste devant son coéquipier Kyösti Hämäläinen. Un embrayage hors d'usage mets cependant fin à la prestation de Vatanen, qui abandonne à l'arrivée de la troisième spéciale. Mäkinen et Airikkala prennent le commandement de la course, juste devant Alén, qui les rejoint en tête dès le tronçon suivant. Mikkola est à dix secondes, précédant de peu la Fiat de Timo Salonen, alors que le Suédois Stig Blomqvist (Saab) est remonté en sixième position, juste devant son compatriote Waldegård. La course prend sa véritable physionomie dès le secteur de Vaheri, le premier d'une série de spéciales plus sélectives, d'une longueur supérieure à quinze kilomètres. Mikkola y abandonne tous ses espoirs, renonçant à cause d'un embrayage défaillant. Alén s'installe seul à la première place, devant Airikkala, Mäkinen et Salonen, tandis qu'Hämäläinen remonte à la cinquième place. La spéciale d'Hassi voit l'élimination d'un autre favori, Mäkinen abandonnant à cause de problèmes électriques. Alén conforte sa place en tête, et commence à distancer progressivement Airikkala et Salonen qui se disputent la seconde place. La menace va toutefois venir d'Hämäläinen, qui dans la seconde partie de l'étape va mettre à profit sa parfaite connaissance du terrain pour réduire son retard, enchaînant les meilleurs temps. Et dans le secteur de Ristijärvi, il reprend plus de vingt secondes aux deux hommes qui le précèdent et s'installe en deuxième position, à quarante-six secondes d'Alén. Un écart qui va progressivement s'amenuiser, Hämäläinen remporter dès lors toutes les spéciales jusqu'à l'arrivée de cette première étape, rejoignant Jyväskylä avec seulement trente secondes de retard sur le leader. Salonen est troisième, à près d'une minute et demie, tandis qu'Airikkala a dû abandonner, arbre de transmission cassé. Waldegård, quatrième, est premier des Suédois, alors qu'une sortie de route dans le secteur de Rutajarvi a mis fin à la course de Blomqvist. Auteur de chronos très impressionnants au volant de sa modeste Chrysler Avenger et neuvième du classement absolu, Henri Toivonen domine totalement le groupe 1.
| Pos. | Pilote            | Copilote         | Voiture             | Groupe | Temps           | Écart         |
| ---- | ----------------- | ---------------- | ------------------- | ------ | --------------- | ------------- |
| 1    | Markku Alén       | Ilkka Kivimäki   | Fiat 131 Abarth     | 4      | 1 h 58 min 23 s |               |
| 2    | Kyösti Hämäläinen | Martti Tiukkanen | Ford Escort RS1800  | 4      | 1 h 58 min 53 s | + 30 s        |
| 3    | Timo Salonen      | Jaakko Markkula  | Fiat 131 Abarth     | 4      | 1 h 59 min 50 s | + 1 min 27 s  |
| 4    | Björn Waldegård   | Claes Billstam   | Ford Escort RS1800  | 4      | 2 h 02 min 12 s | + 3 min 49 s  |
| 5    | Hannu Valtaharju  | Risto Antilla    | Fiat 131 Abarth     | 4      | 2 h 03 min 11 s | + 4 min 48 s  |
| 6    | Markku Saaristo   | Timo Alanen      | Toyota Corolla 1600 | 4      | 2 h 04 min 53 s | + 6 min 30 s  |
| 7    | Per Eklund        | Björn Cederberg  | Saab 99 EMS         | 4      | 2 h 05 min 48 s | + 7 min 25 s  |
| 8    | Tapio Rainio      | Erkki Nyman      | Saab 99 EMS         | 4      | 2 h 07 min 08 s | + 8 min 45 s  |
| 9    | Henri Toivonen    | Antero Lindqvist | Chrysler Avenger    | 1      | 2 h 08 min 38 s | + 10 min 15 s |
| 10   | Erkki Pitkänen    | Seppo Harjanne   | Chrysler Avenger    | 2      |                 |               |

### Deuxième étape
Les cinq-neufs équipages rescapés repartent après seulement quelques heures de repos. À la régulière, Hämäläinen revient sur Alén, le pilote Ford se montrant le plus rapide dans presque tous les tronçons chronométrés. Après neuf spéciales, l'écart entre les deux hommes de tête n'est plus que de deux secondes, alors que Salonen compte désormais près de deux minutes de retard. Et dans le secteur d'Enonlahti, Hämäläinen domine à nouveau, prenant cinq secondes à son rival en moins de huit kilomètres, et pour trois secondes s'installe en tête du rallye. Sur les seize kilomètres de la spéciale suivante, les deux hommes font jeu égal, mais ensuite Hämäläinen augmente progressivement son avance sur le précédent vainqueur. Le duel cesse dans le tronçon chronométré de Korppisensalo, lorsqu'Alén percute une pierre placée au milieu de la route, ouvrant le train avant de sa Fiat. Il perd environ sept minutes et toute chance de victoire. Hämäläinen dispose dès lors de plus de trois minutes et demie d'avance sur Salonen. Reparti en troisième position, Alén maintient un rythme élevé, mais ne pourra cependant rallier l'arrivée, son moteur explosant dans la quarantième épreuve spéciale. La course s'achève sans changement notable ; malgré le remplacement d'un arbre de transmission peu avant l'arrivée qui lui coûte une demi-minute de pénalisation, Hämäläinen s'impose sur son terrain pour sa première participation à l'épreuve au volant d'une groupe 4, apportant à Ford dix-huit points précieux dans le cadre du championnat du monde. Second, Salonen permet à Fiat de limiter son retard à six points, la compétition entre les deux grandes marques restant très ouverte à ce stade de la saison. Waldegård, premier Suédois, prend une belle troisième place. Il devance l'autre Fiat officielle de Valtaharju, mais ce dernier sera finalement déclassé pour avoir pointé quinze secondes hors délai lors d'un contrôle horaire, cédant sa quatrième place à la Toyota de Saaristo. Ayant écrasé tous ses adversaires en groupe 1, Toivonen obtient une superbe cinquième place au classement général.

### Classements intermédiaires
Classements intermédiaires des pilotes après chaque épreuve spéciale

### Classement général
| Pos | No | Pilote            | Copilote         | Voiture             | Temps           | Écart         | Groupe |
| --- | -- | ----------------- | ---------------- | ------------------- | --------------- | ------------- | ------ |
| 1   | 14 | Kyösti Hämäläinen | Martti Tiukkanen | Ford Escort RS1800  | 4 h 26 min 06 s |               | 4      |
| 2   | 13 | Timo Salonen      | Jaakko Markkula  | Fiat 131 Abarth     | 4 h 30 min 31 s | + 4 min 25 s  | 4      |
| 3   | 8  | Björn Waldegård   | Claes Billstam   | Ford Escort RS1800  | 4 h 36 min 22 s | + 10 min 16 s | 4      |
| 4   | 16 | Markku Saaristo   | Timo Alanen      | Toyota Corolla 1600 | 4 h 45 min 41 s | + 19 min 35 s | 4      |
| 5   | 25 | Henri Toivonen    | Antero Lindqvist | Chrysler Avenger    | 4 h 52 min 25 s | + 26 min 19 s | 1      |
| 6   | 24 | Erkki Pitkänen    | Seppo Harjanne   | Chrysler Avenger    | 4 h 58 min 29 s | + 32 min 23 s | 2      |
| 7   | 20 | Franz Wittmann    | Helmut Delmel    | Opel Kadett GT/E    | 5 h 01 min 08 s | + 35 min 02 s | 4      |
| 8   | 32 | Kyösti Saari      | Jorma Hakanen    | Opel Kadett GT/E    | 5 h 05 min 47 s | + 39 min 41 s | 1      |
| 9   | 26 | Timo Jouhki       | Juha Piironen    | Opel Kadett GT/E    | 5 h 08 min 03 s | + 41 min 57 s | 2      |
| 10  | 21 | John Haugland     | Bruno Berglund   | Škoda 130 RS        | 5 h 09 min 45 s | + 43 min 39 s | 2      |

### Hommes de tête
- ES1 :  Pentti Airikkala -  Risto Virtanen (Vauxhall Chevette) &  Kyösti Hämäläinen -  Martti Tiukkanen (Ford Escort RS1800) &  Ari Vatanen -  Atso Aho (Ford Escort RS1800)
- ES2 :  Ari Vatanen -  Atso Aho (Ford Escort RS1800)
- ES3 :  Pentti Airikkala -  Risto Virtanen (Vauxhall Chevette) &  Timo Mäkinen -  Henry Liddon (Fiat 131 Abarth)
- ES4 :  Pentti Airikkala -  Risto Virtanen (Vauxhall Chevette) &  Timo Mäkinen -  Henry Liddon (Fiat 131 Abarth) &  Markku Alén -  Ilkka Kivimäki (Fiat 131 Abarth)
- ES5 à ES27 :  Markku Alén -  Ilkka Kivimäki (Fiat 131 Abarth)
- ES28 à ES46 :  Kyösti Hämäläinen -  Martti Tiukkanen (Ford Escort RS1800)

### Vainqueurs d'épreuves spéciales
- Kyösti Hämäläinen -  Martti Tiukkanen (Ford Escort RS1800) : 30 spéciales (ES 1, 9, 11 à 13, 15 à 20, 22, 23, 25 à 32, 34, 38, 40 à 46)
- Markku Alén -  Ilkka Kivimäki (Fiat 131 Abarth) : 12 spéciales (ES 2, 4 à 6, 8, 9, 29, 33, 35 à 37, 39)
- Timo Salonen -  Jaakko Markkula (Fiat 131 Abarth) : 4 spéciales (ES 7, 10, 21, 24)
- Pentti Airikkala -  Risto Virtanen (Vauxhall Chevette) : 3 spéciales (ES 1, 3, 16)
- Ari Vatanen -  Atso Aho (Ford Escort RS1800) : 1 spéciale (ES 1)
- Timo Mäkinen -  Henry Liddon (Fiat 131 Abarth) : 1 spéciale (ES 2)

## Résultats des principaux engagés
| No | Pilote            | Copilote         | Voiture               | Groupe | Classement général                                 | Class. groupe |
| -- | ----------------- | ---------------- | --------------------- | ------ | -------------------------------------------------- | ------------- |
| 1  | Markku Alén       | Ilkka Kivimäki   | Fiat 131 Abarth       | 4      | ab. dans la 40e spéciale (moteur)                  | -             |
| 2  | Pentti Airikkala  | Risto Virtanen   | Vauxhall Chevette     | 4      | ab. dans la 17e spéciale (arbre de transmission)   | -             |
| 3  | Stig Blomqvist    | Hans Sylvan      | Saab 99 EMS           | 4      | ab. dans la 13e spéciale (sortie de route)         | -             |
| 4  | Ari Vatanen       | Atso Aho         | Ford Escort RS1800    | 4      | ab. après la 3e spéciale (embrayage)               | -             |
| 5  | Simo Lampinen     | Juhani Markkanen | Saab 99 EMS           | 4      | ab. dans la 38e spéciale (boîte de vitesses)       | -             |
| 6  | Timo Mäkinen      | Henry Liddon     | Fiat 131 Abarth       | 4      | ab. dans la 5e spéciale (circuit électrique)       | -             |
| 7  | Hannu Mikkola     | Arne Hertz       | Toyota Celica 2000 GT | 4      | ab. dans la 5e spéciale (embrayage)                | -             |
| 8  | Björn Waldegård   | Claes Billstam   | Ford Escort RS1800    | 4      | 3e à 10 min 16 s                                   | 3e            |
| 9  | Per Eklund        | Björn Cederberg  | Saab 99 EMS           | 4      | ab. dans la 23e spéciale (différentiel)            | -             |
| 10 | Leo Kinnunen      | Jurma Pulkkinen  | Porsche Carrera 3.0   | 4      | ab. dans la 2e spéciale (arrivée d'essence)        | -             |
| 13 | Timo Salonen      | Jaakko Markkula  | Fiat 131 Abarth       | 4      | 2e à 4 min 25 s                                    | 2e            |
| 14 | Kyösti Hämäläinen | Martti Tiukkanen | Ford Escort RS1800    | 4      | 1er                                                | 1er           |
| 15 | Tapio Rainio      | Erkki Nyman      | Saab 99 EMS           | 4      | ab. après la 23e spéciale (circuit électrique)     | -             |
| 16 | Markku Saaristo   | Timo Alanen      | Toyota Corolla 1600   | 4      | 4e à 19 min 35 s                                   | 4e            |
| 17 | Hannu Valtaharju  | Risto Antilla    | Fiat 131 Abarth       | 4      | déclassé après l'arrivée (hors délai lors d'un CH) | -             |
| 18 | Antero Laine      | Raimo Alm        | Saab 96 V4            | 2      | ab. dans la 5e spéciale                            | -             |
| 20 | Franz Wittmann    | Helmut Delmel    | Opel Kadett GT/E      | 4      | 7e à 35 min 02 s                                   | 5e            |
| 21 | John Haugland     | Bruno Berglund   | Škoda 130 RS          | 2      | 10e à 43 min 39 s                                  | 3e            |
| 22 | Georg Fischer     | Franz Mikes      | Datsun Violet         | 4      | 15e à 51 min 16 s                                  | 7e            |
| 24 | Erkki Pitkänen    | Seppo Harjanne   | Chrysler Avenger      | 2      | 6e à 32 min 23 s                                   | 1er           |
| 25 | Henri Toivonen    | Antero Lindqvist | Chrysler Avenger      | 1      | 5e à 26 min 19 s                                   | 1er           |
| 26 | Timo Jouhki       | Juha Piironen    | Opel Kadett GT/E      | 2      | 9e à 41 min 57 s                                   | 2e            |
| 32 | Kyösti Saari      | Jorma Hakanen    | Opel Kadett GT/E      | 1      | 8e à 39 min 41 s                                   | 2e            |
| 37 | Lasse Lampi       | Pentti Kuukkala  | Ford Escort RS2000    | 1      | 12e à 46 min 44 s                                  | 3e            |
| 46 | Tatu Vatanen      | Alf Krogell      | Fiat 131 Abarth       | 4      | ab. dans la 6e spéciale (circuit électrique)       | -             |

## Classement du championnat à l'issue de la course
- attribution des points : 10, 9, 8, 7, 6, 5, 4, 3, 2, 1 respectivement aux dix premières marques de chaque épreuve, additionnés de 8, 7, 6, 5, 4, 3, 2, 1 respectivement aux huit premières de chaque groupe (seule la voiture la mieux classée de chaque constructeur marque des points). Les points de groupe ne sont attribués qu'aux concurrents ayant terminé dans les dix premiers au classement général.
- seuls les huit meilleurs résultats (sur onze épreuves) sont retenus pour le décompte final des points.

| Pos. | Marque         | Points | M-C  | SUE  | POR  | SAF  | NZL  | ACR  | FIN  | QUE | SAN | COR | RAC |
| ---- | -------------- | ------ | ---- | ---- | ---- | ---- | ---- | ---- | ---- | --- | --- | --- | --- |
| 1    | Ford           | 100    | -    | 6+8  | 9+7  | 10+8 | 9+7  | 10+8 | 10+8 |     |     |     |     |
| 2    | Fiat           | 94     | 9+7  | 7+7  | 10+8 | -    | 10+8 | 7+5  | 9+7  |     |     |     |     |
| 3    | Opel           | 51     | 1+8  | 9+8  | 5+8  | -    | -    | 2+2  | 4+4  |     |     |     |     |
| 4    | Toyota         | 44     | -    | 4+6  | 8+6  | -    | 1+7  | -    | 7+5  |     |     |     |     |
| 5    | Lancia         | 32     | 10+8 | -    | -    | 8+6  | -    | -    | -    |     |     |     |     |
| 6    | Datsun         | 30     | -    | -    | -    | 9+7  | -    | 8+6  | -    |     |     |     |     |
| 7    | Chrysler       | 24     | -    | -    | -    | -    | -    | 3+7  | 6+8  |     |     |     |     |
| 8    | Saab           | 18     | -    | 10+8 | -    | -    | -    | -    | -    |     |     |     |     |
| 8=   | Porsche        | 18     | 6+8  | -    | 2+2  | -    | -    | -    | -    |     |     |     |     |
| 10   | Mitsubishi     | 15     | -    | -    | -    | 7+5  | 2+1  | -    | -    |     |     |     |     |
| 11   | Seat           | 14     | 8+6  | -    | -    | -    | -    | -    | -    |     |     |     |     |
| 12   | Citroën        | 13     | -    | -    | -    | -    | -    | 5+8  | -    |     |     |     |     |
| 13   | Mazda          | 10     | -    | -    | -    | -    | 6+4  | -    | -    |     |     |     |     |
| 13=  | Alpine-Renault | 10     | 3+7  | -    | -    | -    | -    | -    | -    |     |     |     |     |
| 15   | Volvo          | 8      | -    | 3+5  | -    | -    | -    | -    | -    |     |     |     |     |
| 16   | Renault        | 7      | -    | -    | -    | -    | -    | 4+3  | -    |     |     |     |     |
| 16=  | Škoda          | 7      | -    | -    | -    | -    | -    | -    | 1+6  |     |     |     |     |
| 18   | Peugeot        | 6      | -    | -    | -    | 4+2  | -    | -    | -    |     |     |     |     |
| 19   | Lada           | 4      | -    | 1+3  | -    | -    | -    | -    | -    |     |     |     |     |

### Coupe FIA des pilotes
- attribution des points : 9, 6, 4, 3, 2, 1 respectivement aux six premiers de chaque épreuve. Sont retenus pour le décompte final les cinq meilleurs résultats des onze épreuves mondiales (catégorie A), les deux meilleurs résultats des cinq rallyes sélectifs du Championnat d'Europe (catégorie B) et les deux meilleurs résultats des quatre autres rallyes sélectifs (catégorie C).

| Pos. | Pilote              | Marque  | Points | M-C (A) | ARC (B) | SUE (A) | POR (A) | SAF (A) | NZL (A) | ACR (A) | GIR (C) | AFS (C) | POL (B) | FIN (A) | SM (B) | QUE (A) | TdF (B) | SAN (A) | AUS (C) | CAT (B) | COR (A) | RAC (A) | BAN (C) |
| ---- | ------------------- | ------- | ------ | ------- | ------- | ------- | ------- | ------- | ------- | ------- | ------- | ------- | ------- | ------- | ------ | ------- | ------- | ------- | ------- | ------- | ------- | ------- | ------- |
| 1    | Björn Waldegård     | Ford    | 28     | -       | -       | -       | 6       | 9       | -       | 9       | -       | -       | -       | 4       |        |         |         |         |         |         |         |         |         |
| 2    | Sandro Munari       | Lancia  | 22     | 9       | -       | -       | -       | 4       | -       | -       | -       | 9       | -       | -       |        |         |         |         |         |         |         |         |         |
| 3    | Ari Vatanen         | Ford    | 15     | -       | 9       | -       | -       | -       | 6       | -       | -       | -       | -       | -       |        |         |         |         |         |         |         |         |         |
| 4    | Markku Alén         | Fiat    | 13     | -       | -       | -       | 9       | -       | 4       | -       | -       | -       | -       | -       |        |         |         |         |         |         |         |         |         |
| 4=   | Kyösti Hämäläinen   | Ford    | 13     | -       | 2       | 2       | -       | -       | -       | -       | -       | -       | -       | 9       |        |         |         |         |         |         |         |         |         |
| 6    | Antonio Zanini      | Seat    | 10     | 4       | -       | -       | -       | -       | -       | -       | -       | -       | 6       | -       |        |         |         |         |         |         |         |         |         |
| 7    | Stig Blomqvist      | Saab    | 9      | -       | -       | 9       | -       | -       | -       | -       | -       | -       | -       | -       |        |         |         |         |         |         |         |         |         |
| 7=   | Fulvio Bacchelli    | Fiat    | 9      | -       | -       | -       | -       | -       | 9       | -       | -       | -       | -       | -       |        |         |         |         |         |         |         |         |         |
| 7=   | Vittorio Coggiola   | Porsche | 9      | -       | -       | -       | -       | -       | -       | -       | 9       | -       | -       | -       |        |         |         |         |         |         |         |         |         |
| 7=   | Bernard Darniche    | Lancia  | 9      | -       | -       | -       | -       | -       | -       | -       | -       | -       | 9       | -       |        |         |         |         |         |         |         |         |         |
| 7=   | Jean-Claude Andruet | Fiat    | 9      | 6       | -       | -       | 3       | -       | -       | -       | -       | -       | -       | -       |        |         |         |         |         |         |         |         |         |
| 7=   | Simo Lampinen       | Fiat    | 9      | -       | -       | 3       | -       | -       | 3       | 3       | -       | -       | -       | -       |        |         |         |         |         |         |         |         |         |

- À noter : le classement provisoire ci-dessus intègre le déclassement de la Ford de l'équipage Hettema-Boschof (initialement victorieuse du 'Total Rally South Africa'), à la suite d'une réclamation de la Scuderia Lancia, donnant la victoire sur tapis vert à la Lancia Stratos de Munari-Sodano. Les résultats de l'épreuve sud-africaine ne furent entérinés par la FIA qu'en février 1978[7]. Ci-dessous les scores effectifs après le Rallye des 1000 lacs, prenant en compte la  victoire d'Hettema en Afrique du Sud, tels que publiés à l'issue de la course :

1. Björn Waldegård : 28 points
2. Sandro Munari : 19 points
3. Ari Vatanen : 15 points